# Василево (Василевское сельское поселение)
Василево (Василёво) — деревня в Торопецком районе Тверской области. Входит в состав Василевского сельского поселения (центр — деревня Ново-Троицкое).

## История
На топографической карте Фёдора Шуберта, изданной в 1871 году обозначена деревня Васильева. Имела 4 двора.
В 1997 году — 20 хозяйств, 42 жителя; администрация сельского округа, неполная средняя школа, ДК, библиотека, медпункт, отделение связи.
До 2006 года была центром Василевского сельского округа.

## География
Расположена в 7 километрах к северо-востоку от районного центра Торопец, рядом с железнодорожной дорогой «Бологое — Великие Луки».

## Климат
Деревня, как и весь район, относится к умеренному поясу северного полушария и находится в области переходного климата от океанического к материковому. Лето с температурным режимом +15…+20 °С (днём +20…+25 °С), зима умеренно-морозная −10…−15 °С; при вторжении арктического воздуха до −30…-40 °С.
Среднегодовая скорость ветра 3,5—4,2 метра в секунду.

## Население
| 2010 |
| ---- |
| 17   |

Население по переписи 2002 года — 44 человека, 26 мужчин, 18 женщин.
Согласно результатам переписи 2002 года, в национальной структуре населения русские составляли 89% от жителей.